# Demolis gabrieli
Demolis gabrieli là một loài bướm đêm thuộc phân họ Arctiinae, họ Erebidae.